# Marco Antonio Lacavalerie
Marco Antonio de Lacavalerie Moreau (Caracas; 30 de enero de 1924-Caracas, 23 de noviembre de 1995), más conocido por su apodo "Musiú", fue un destacado narrador deportivo y presentador de televisión venezolano.

## Carrera
Sus inicios se remontan a la narración deportiva, específicamente en el béisbol. El Musiú tuvo una gran trayectoria ante los micrófonos que trascendió las fronteras venezolanas.  En Chile trabajó en Radio Cervantes CB 134 (representante de esa estación en el 1.er. Congreso Interamericano de la Radiodifusión), Radio Prat CB97. Comenzó en el programa "Gran Colombia" de Radio Cervantes en Santiago de Chile, donde estudiaba ingeniería; al tiempo que arrancaba sus primeros pasos en la narración deportiva. Al regresar a Venezuela en 1941, presentó el examen de locución y comenzó a trabajar en Radio Caracas. Su primer programa fue "Desayuno Musical", a las 7:45 de la mañana, luego hizo otro con el número de teléfono de la emisora: el 85936. Después vendría "Tijeretazos del Dial", donde la gente llamaba para hacer sus peticiones. 
Años más tarde sería el animador del que está considerado el programa musical más famoso de la radio venezolana "A gozar muchachos", y también de "Fiesta fabulosa", ambos con la orquesta Billos Caracas Boys.
En Venezuela laboró para Radio Caracas Televisión con 16 años de servicio, Venevisión (23 años de servicio) y Venezolana de Televisión (1 año de servicio).  También, trabajó en Radio Continente, Ondas Populares, Radio Tiempo y Radio Rumbos.
El Musiú fue miembro del selecto grupo de la Cabalgata Deportiva Gillette por 26 años, transmitiendo por 149 emisoras en la red más completa de habla hispana desde Estados Unidos. Fue un narrador con un estilo único, chispeante y ocurrente en sus transmisiones. Creador del Circuito Alegre de los Tiburones de La Guaira, un nuevo estilo de narrar béisbol sin aburrimiento. Sus célebres frases “Vengan pa’que lo vean”, “Epa mi pueblo”, “Ese no va pa’l baile”, y otras más que le daban un sabor muy especial a sus alegres narraciones.  Luego, incursionó como presentador de televisión, primero en el canal Radio Caracas Televisión y más adelante en Venevisión, donde condujo el programa de concursos El Batazo de la Suerte, Cabe destacar que este programa se mantuvo en el aire  (entre 1962 y 1980) Ya en sus últimas temporadas se transmitió por Venezolana de Televisión.También animó un programa de concursos para aficionados llamado Musiú busca estrellas, el cual se hacía en algunas plazas y espacios públicos de Caracas.
También su imagen y su carisma lo incursionó en varios comerciales de televisión, entre ellos, Petróleos de Venezuela, Seguros Nuevo Mundo, Harina P.A.N., Banco Unión, Cremerca, Lotería de Caracas,  Kellogg's, La Industrial E.A.P., Molinos Nacionales C.A. (Harina de trigo Robin Hood y avena Lassie), General Motors, EVEBA, ILAPECA (jugos Fruko y leche Mi Vaca), la desaparecida cadena de tiendas Pepeganga, hasta el más famoso fue el de los productos de limpieza Tapa Amarilla y por supuesto no podemos dejar de mencionar su "Trajes Monte Cristo distancia y categoría" con el cual también salió con el refrán de "vengan pa' que lo vean". En su segunda etapa de su carrera, cuando ya desistió seguir viajando al exterior, fue el narrador oficial del circuito de los Tiburones de La Guaira equipo con el cual permaneció durante el resto de su vida hasta su deceso.

## Deceso
Falleció en la ciudad de Caracas el 23 de noviembre de 1995, a consecuencia del cáncer de hígado que le aquejaba.